# کونتورواسا
کونتورواسا (به اسپانیایی: Kunturwasa) یک کوه در کشور پرو در امریکای جنوبی است که در Peru, Puno Region, Melgar Province واقع شده‌است. کونتورواسا ۴٬۳۴۴ متر بالاتر از سطح دریا واقع شده‌است.